# ابرصفحه
در هندسه، یک ابرصفحه (به انگلیسی: Hyperplane) در یک فضای Vشکلn بعدی زیرمجموعه ابعاد n-1 یا معادل آن که ۱بعد همبند در V می‌باشد. فضای V ممکن است یک فضای اقلیدسی یا بیشتر به‌طور کلی یک فضای وابسته، یا یک فضای برداری یا یک فضای تصویری و مفهوم ابرصفحه باشد که به‌طور متناوب تغییر می‌کند. از آنجایی که تعریف زیر فضایی متفاوت در این تنظیمات را دارد: در هر حال، هر نوع ابرصفحه می‌تواند یک راه حل مناسب به عنوان مختصات از معادله جبری درجه ۱می‌دهد
اگر V یک فضای برداری است، یک وجه تمایز «ابرصفحه بردار» (که زیرشاخه‌های خطی هستند، و بنابراین باید از طریق مبدأ عبور کنند) و) و «ابرصفحه‌های جانبی» (که نیازی به عبور از مبدأ نیست؛ آن‌ها می‌توانند با تبدیل یک ابرصفحه برداری به دست آیند). یک ابرصفحه در فضای اقلیدسی از دو نیم فضا جدا شده و تعریفی از ابرصفحه مناسب و متناوب از دو نیم فضا می‌باشد.

## انواع خاصی از ابرصفحه‌ها
چند نوع خاص از ابرصفحه‌ها با خواصی که برای مقاصد خاص مناسب هستند، تعریف می‌شوند. برخی از این تخصصها در اینجا شرح داده شده‌است.

### ابر صفحه آفین
یک ابر صفحه آفینی مجموعه ای وابسته از مدل همبند ۱ در یک فضای آفینی (وابسته) است. در مختصات دکارتی، چنین سطح پرتوی را می‌توان با معادلهٔ خطی زیر که می‌توان شکل آن (حداقل یکی از اینها غیر صفر است و یک ثابت اختیاری است) را توصیف نمود:
در مورد یک فضای آفین واقعی، به عبارت دیگر زمانی که مختصات اعداد واقعی هستند، این فضای آفین فضا را به دو نیمه فضا تقسیم می‌کند که اجزا از مکمل ابرصفحه‌ها متصل شده‌اند و به وسیلهٔ نامعادلات معین می‌شود و به عنوان مثال یک نقطه از ابرصفحه در فضای یک بعدی است یک خط ابرصفحه در فضای دو بعدی است و یک پلن (برنامه) که ابرصفحه آن در یک فضای ۳بعدی است. یک خط در فضای سه بعدی ابرصفحه نیست و فضای را به دو قسمت تقسیم نمی‌کند (مکملی از یک خط متصل است). هر ابرصفحه در یک فضای اقلیدسی دقیقاً دو بردار واحد طبیعی می‌باشد.
ابر صفحه آفینی برای تعیین کرانه در بسیاری از الگوریتم‌های دستگاه‌های فراگیر از قبیل خطی-ترکیبی (مورب) تصمیم درختی و فرایندها استفاده می‌شود.

## ابرصفحه‌های برداری
در یک فضای برداری، یک ابرصفحه برداری زیرمجموعه یک کدیمنشن (همبند) ۱ است. تنها ممکن است از از مبدأ به وسیلهٔ یک بردار منتقل شود، در این صورت به عنوان یک سطح صاف نامگذاری شده‌است. چنین هایپرپانی راه حل یک معادله خطی است.

## ابرصفحه‌های طرح‌ریزی شده
ابرصفحه‌های طرح‌ریزی شده در طرح‌ریزی هندسه مور استفاده قرار می‌گیرد. فضای تصویری (طرح‌ریزی شده) زیر مجموعه ای از نقاط با مشخصه ای است که برای هر دو نقطه از مجموعه، تمام نقاط در خط توسط دو نقطه در مجموعه تعیین شده‌اند. طرح‌ریزی هندسه می‌تواند به عنوان هندسه وابسته (آفینی) با نقاط ناپدید شده (نقاط در بی‌نهایت) اضافه شوند. . یک ابرصفحه آفین همراه با نقاط مرتبط با آن در بی‌نهایت، یک ابرصفحه طرح‌ریزی شده را تشکیل می‌دهد. یک مورد فضای خاص از یک ابرصفحه طرح‌ریزی شده بی‌نهایت یا یک ابرصفحه ایده‌آل است که با مجموعه ای از تمام نقاط در بی‌نهایت تعریف می‌شود.
در فضای تصویری، یک ابرصفحه فضا را به دو قسمت تقسیم می‌کند. در عوض، دو ابرصفحه برای جدا کردن نقاط و فضا تقسیم می‌کند. دلیل این امر این است که فضا اساساً «در اطراف» پیچیده‌است به طوری که هر دو طرف تنها یک ابرصفحه را به همدیگر متصل می‌کنند.

## زاویه دوسطحی
زاویه دیفرانسیل بین دو ابرصفحه غیر موازی در یک فضای اقلیدسی، و زاویه بین بردارهای نرمال برابر هستند. حاصل تحولات در دو ابرصفحه یک چرخش است که محور آن فضای فرعی از دو بعد هم‌بند که توسط تقاطع ابرصفحه‌ها به دست می‌آید و زاویه آن دو برابر زاویه بین ابرصفحه‌ها است.

## پشتیبانی ابرصفحه‌ها
ابرصفحه H یک ابرصفحه حمایتی نامیده می‌شود که از Pچندضلعی اگر P در یکی از دو نیم فضا توسطHبسته شده باشد از نوع ابرصفحه حمایتی می‌باشد. تقاطع بین P و H به صورت "فیس (چهره)" چندضلعی تعریف می‌شود. نظریهٔ چندضلعی و ابعاد فیس‌ها (چهره‌ها) با بررسی این تقاطعات مورد بررسی قرار می‌گیرد.